# Biblioteca Martinho Lutero
A Biblioteca Martinho Lutero de Canoas atende a comunidade universitária da Ulbra, no âmbito do ensino, pesquisa e extensão. Seu acervo cobre todas as áreas do conhecimento, para apoio às atividades acadêmicas, científicas e culturais.

## Acervo
Na Biblioteca Martinho Lutero, o aluno pode ter acesso á um variado acervo de várias mídias diferentes, como livros, publicações científicas, jornais científicos, documentários em DVD e VHS, enciclopédias em CD-ROM e acesso a E-Books.